# 유서연 (작가)
유서연은 대한민국의 작가, 철학자이다. 이화여자대학교 철학과와 동 대학원을 졸업했다. 파리 제4대학교 철학사과 DEA 과정을 이수하고, 파리 제1대학교 철학과 박사과정을 수료했다. 수원대학교와 한국예술종합학교에서 교양철학과 여성주의 미학을 가르쳤다.